# منتخب فنلندا تحت 17 سنة لكرة القدم للسيدات
منتخب فنلندا تحت 17 سنة لكرة القدم للسيدات هو ممثل فنلندا الرسمي في المنافسات الدولية في كرة القدم للسيدات
.